# 平田 (市川市)
平田（ひらた）は、千葉県市川市にある町丁であり、旧葛飾郡のち東葛飾郡平田村、旧東葛飾郡市川町のち市川市大字平田、旧市川市平田町に概ね相当する。現行行政地名は平田一丁目から平田四丁目。郵便番号は272-0031。2024年（令和7年）12月20日現在の面積は0.517km2。

## 地理
市川市北部に位置する。町域内は住宅街となっており、北部に国道14号（千葉街道）、中央部にJR総武線、地域の北端に隣接して京成本線が通る。2018年には地区西部に東京外環自動車道が開通、市川中央インターチェンジが設置された。北部は、大正年間に松の自然林を生かした邸宅街として開発された区域である。東は八幡・南八幡、西は新田、南は大和田、北は菅野と接している。
平田二丁目に市川郵便局、平田二丁目に近接して京成電鉄本線菅野駅、平田三丁目に市立平田小学校、県立市川工業高等学校、平田四丁目に小松川信用金庫市川南支店がある。

### 地価
住宅地の地価は、2014年（平成26年）1月1日の公示地価によれば、平田1-17-6の地点で28万2000円/m2となっている。

## 歴史

### 地名の由来
あたり一帯が平らで広い地形であったことから｢平田｣と呼ばれた。

### 沿革
- 1869年（明治2年） - 葛飾県葛飾郡平田村となる。
- 1871年（明治4年） - 廃藩置県、県の統合により印旛県葛飾郡平田村となる。
- 1873年（明治6年） - 県の統合及び、郡の分割により千葉県東葛飾郡平田村となる。
- 1889年（明治22年） - 東葛飾郡市川村、国府台村、真間村、市川新田と合併し、東葛飾郡市川町大字平田となる。
- 1934年（昭和9年）11月3日 - 八幡町、中山町、国分村と合併、市制施行。市川市大字平田となる。
- 1951年（昭和26年）12月1日 - 市内の大字を町に変更。それに伴い、市川市平田町一丁目 - 三丁目となる。
- 1968年（昭和43年）2月1日 - 住居表示施行。丁目を再編し、市川市平田一丁目 - 四丁目となる。

### 町名の変遷
| 実施後     | 実施年月日     | 実施前（各町名ともその一部） |
| ---------- | -------------- | ---------------------------- |
| 平田一丁目 | 昭和43年2月1日 | 平田町                       |
| 平田二丁目 | 昭和43年2月1日 | 平田町                       |
| 平田三丁目 | 昭和43年2月1日 | 平田町                       |
| 平田四丁目 | 昭和43年2月1日 | 平田町                       |

## 平田緑地
都市化により市川市では緑地の減少が進んでいるが、比較的宅地化の進行が早かった市街地の市川砂州上にクロマツが残存している。平田二丁目には「平田緑地」と通称される0.7haのクロマツ林が保存されている。平田緑地は諏訪神社の社叢と個人所有の土地から成っていたが、1979年（昭和54年）11月に個人所有の土地にてマンション建設計画が持ち上がった。地域住民によるマンション反対運動の末、都市計画審議会は1980年（昭和55年）12月に都市緑地保全法に基づいて平田緑地を千葉県初となる緑地保全地域への指定を決め、1981年（昭和56年）3月に千葉県知事が正式に告示した。
平田緑地のように周辺より3 - 5mほど標高が高い丘が市川砂州に点在し、地域では「山」と呼ばれている。

## 世帯数と人口
2017年（平成29年）9月30日現在の世帯数と人口は以下の通りである。
| 丁目       | 世帯数    | 人口    |
| ---------- | --------- | ------- |
| 平田一丁目 | 921世帯   | 1,693人 |
| 平田二丁目 | 638世帯   | 1,115人 |
| 平田三丁目 | 1,770世帯 | 3,519人 |
| 平田四丁目 | 656世帯   | 1,270人 |
| 計         | 3,985世帯 | 7,597人 |

## 小・中学校の学区
市立小・中学校に通う場合、学区は以下の通りとなる。
| 丁目       | 番地 | 小学校             | 中学校             |
| ---------- | ---- | ------------------ | ------------------ |
| 平田一丁目 | 全域 | 市川市立平田小学校 | 市川市立第二中学校 |
| 平田二丁目 | 全域 | 市川市立平田小学校 | 市川市立第二中学校 |
| 平田三丁目 | 全域 | 市川市立平田小学校 | 市川市立第八中学校 |
| 平田四丁目 | 全域 | 市川市立平田小学校 | 市川市立第八中学校 |

## 施設
平田一丁目
- 市川市立平田保育園
- 市川市立平田第二保育園
- 市川市中央図書館 平田図書室

平田二丁目
- 市川郵便局・ゆうちょ銀行 市川店

平田三丁目
- 千葉県立市川工業高等学校
- 市川市立平田小学校

平田四丁目
- 小松川信用金庫 市川南支店